# 外貨兌換券
外貨兌換券（がいかだかんけん、FEC=Foreign Exchange Certificate）は、社会主義国などで、国内での外貨の流通を避けるなどの理由で、外国通貨と交換できる建前で発行される通貨。その目的から、自国民の入手は制限されることが多い。現在は全て廃止されている。
- 兌換元 - 中華人民共和国 1979年 - 1995年
- 兌換ウォン - 朝鮮民主主義人民共和国 1979年 - 2002年
- 兌換チャット - ミャンマー 1993年 - 2013年
- 兌換ペソ - キューバ 2004年 - 2020年
- 兌換ルーブル - モンゴル人民共和国

下記は当該国の一般の通貨であり、外貨兌換券ではない。
- 兌換マルク - ボスニア・ヘルツェゴビナ